# Masacre de Tel al-Zaatar
La masacre de Tel al-Zaatar (en árabe: مجزرة تل الزعتر‎) fue un evento que ocurrió el 12 de agosto de 1976 durante la guerra civil Libanesa. Tuvo lugar en el contexto del asedio de Tel al-Zaatar, uno de los campos de refugiados palestinos al norte de Beirut, que se encontraba en una zona donde la mayoría de la población eran de confesión maronita. El asedio fue llevado a cabo por milicias cristianas libanesas dirigidas por el Frente Libanés, en el marco de una campaña para expulsar del norte de Beirut a los palestinos y, más que todo, a aquellos afiliados con el ala radical de la Organización para la Liberación de Palestina (OLP) la cual tenía el control de buena parte de los campos en la ciudad. El campamento era estratégicamente importante, ya que su ubicación en el corazón de Dekwaneh cortaba los lazos entre áreas cristianas y dificultaba el transporte de suministros y refuerzos a combatientes del Frente Libanés, además de que los secuestros, asesinatos y ataques con francotiradores desde los campos palestinos eran comunes y casi diarios. Se cree que las acciones posteriores al asedio fueron perpetradas como una venganza contra la comunidad palestina en general por la masacre de cristianos ocurrida en Damour.

## Contexto histórico
Cuando estalló la guerra civil libanesa, el país alojaba una enorme proporción de refugiados palestinos afiliados a diversas facciones políticas. A comienzos de 1976, el campamento de refugiados de Tel al-Zaatar constaba de unas 3.000 viviendas que daban cobijo a unos 20.000 refugiados, la mayoría de los cuales eran seguidores de la facción As-Saika de la Organización para la Liberación de Palestina (OLP). Dado que muchos de los habitantes originales del campamento habían marchado para luchar con As-Saika entre enero y junio de 1976, el control de facto del mismo pasó gradualmente al Frente por la Liberación Árabe, otra facción de la OLP. Esta organización fortificó el campamento de Tel al-Zaatar y comenzó a usarlo como almacén de municiones y suministros para su ala armada.
Algunas milicias derechistas con una mayoría cristiana, como las Fuerzas Regulares Kataeb del partido Falangista o los Guardianes de los Cedros, comenzaron a atacar campamentos de refugiados palestinos poco después del inicio de la guerra civil debido al apoyo que la OLP había mostrado por las facciones izquierdistas y musulmanas, además de que los campamentos más importantes (Tel al-Zaatar, Karantina, Jisr el Basha y Dbayeh) se convirtieron en una amenaza para el este de Beirut, Keserwan y el Matn, las principales regiones habitadas por maronitas y controladas por el Kataeb y sus aliados, dificultando el transporte de recursos a los combatientes. El 18 de enero, las milicias derechistas tomaron el control por la fuerza del barrio de Karantina, en la sección oriental de Beirut, perpetrando posteriormente la masacre de Karantina, en la que asesinaron a unas 1.500 personas. Las fuerzas cristianas tenían sus recelos a la hora de crear una escalada del conflicto con la OLP, pero consideraban a Karantina un objetivo legítimo por tratarse de una zona habitada en parte por musulmanes libaneses que apoyaban a dicha organización, por tener la presencia de combatientes armados y por encontrarse en la principal carretera que usaban para el suministro de sus posiciones en Beirut. A pesar de los combates en el lugar, los musulmanes de vecindarios aledaños controlados por los cristianos no fueron atacados, y la mayoría de residentes musulmanes se quedaron Sin embargo, la OLP se unió a las milicias musulmanas y perpetraron la masacre de Damour en venganza por lo sucedido en Karantina.
Damour era un bastión del Partido Nacional Liberal (PNL), una facción cristiana afiliada al Frente Libanés que dirigía a las milicias que habían declarado la guerra a la OLP a comienzos de enero. Por este motivo, el campamento de Tel al-Zaatar se vio rodeado de unos 500 soldados de las Fuerzas Regulares Kataeb, otros 500 del brazo armado del PLN (Milicia de los Tigres) y otros 400 milicianos más de diversos grupos, como por ejemplo los Guardianes de los Cedros, Tanzim, y Al-Tyous. Unos 300 miembros de las fuerzas de seguridad libanesas se unieron a las milicias. Iban equipados de tanques Super Sherman y de un escuadrón de vehículos acorazados Panhard AML-90.
Por su parte, en el campamento de refugiados había unos 1.500 milicianos armados de la OLP. La mayoría de ellos estaban afiliados a As-Saika y al Frente por la Liberación Árabe. También había grupos menores de milicianos del Frente Popular para la Liberación de Palestina y del Frente Popular para la Liberación de Palestina-Comando General (una escisión del anterior). Para complicar aún más la defensa, había milicianos no afiliados a ningún grupo pero que luchaban bajo el paraguas de la OLP, la mayoría de los cuales eran fedayines extranjeros. La gran división interna de las distintas facciones del campamento contribuyó en gran medida al éxito del asedio, dado que la mayoría de los milicianos y afiliados de As-Saika abandonaron el campamento.

## El asedio y la masacre

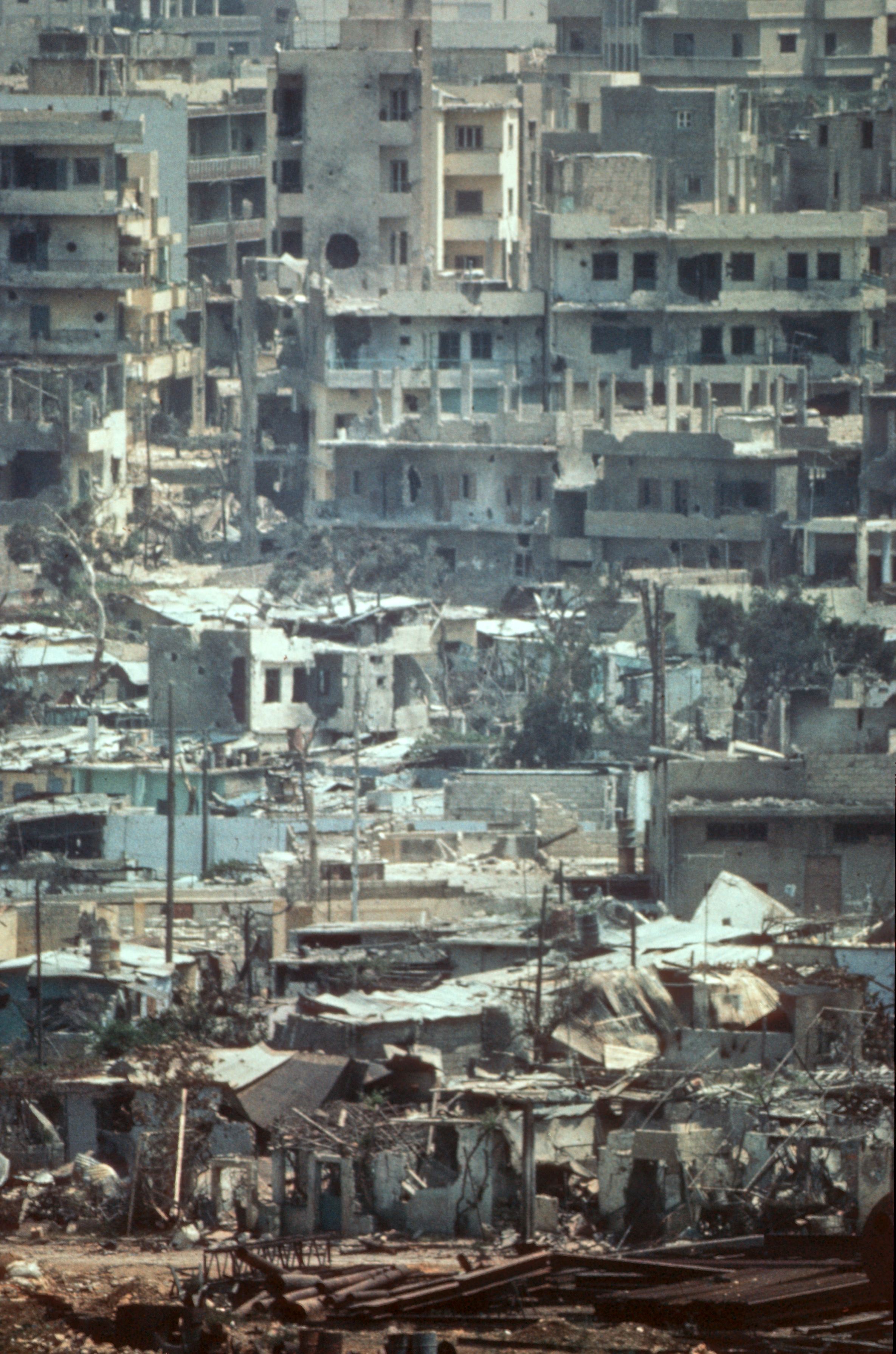
El campamento destruido

El 4 de enero de 1976, los milicianos maronitas rodearon y sitiaron los campamentos de refugiados palestinos de Tel al-Zaatar y Jisr al-Basha, en la periferia de Beirut. Desde el 22 de junio, las fuerzas falangistas y muchos de los habitantes cristianos de Ras el Dekwaneh y de Mansouriya, controlados por Maroun Khoury y apoyados por Siria, fueron intensificando el asedio y llevándolo hacia un asalto militar a gran escala que duró 35 días. La población civil se refugió en los túneles del alcantarillado para cobijarse de la lluvia de morteros y cohetes de las milicias cristianas, ayudadas por el ejército sirio, que cortó las líneas de suministros del campamento desde las montañas cercanas. Desde finales de julio hasta comienzos de agosto, la Cruz Roja pudo a duras penas evacuar a casi mil heridos. Cuando el campamento cayó, tres meses después de que las milicias cristianas libanesas hubiesen comenzado el asedio, las muertes palestinas se contaban por miles. Dos doctores palestinos que trabajaban en el campamento afirmaron que unas 1.600 refugiados habían muerto durante los bombardeos de los últimos días y que otras 4.000 personas habían resultado heridas. Además, el hecho de que las milicias cristianas no tomaran a ni un solo prisionero indica que se llevaron a cabo numerosas ejecuciones sumarias.
Hafez al-Asad recibió duras críticas y presiones de todo el mundo árabe por su implicación en la masacre. Estas críticas, así como la disidencia interna que la masacre originó en un país mayoritariamente suní dominado por un gobernante alauita, llevaron a un alto el fuego en la guerra que Siria estaba llevando a cabo contra las milicias palestinas en el Líbano. 
La OLP usó las casas de la ciudad cristiana de Damour, cuyos habitantes habían sido asesinados o habían huido tras la masacre del 20 de enero, para dar cobijo a los supervivientes de la masacre de Tel al-Zaatar. La lenta muerte por deshidratación de miles de palestinos en Tel al-Zaatar ha sido considerada una de las mayores atrocidades de la historia de Oriente Medio después de 1945.
Otra de las consecuencias de la masacre fue la expulsión de As-Saika (patrocinada por Siria) de la OLP, lo que dejó a Fatah como el partido hegemónico en esta organización.

## Víctimas
Debido a la naturaleza caótica de la guerra civil libanesa, el recuento del número de víctimas varía dependiendo de las diversas fuentes. Ian Black, en su libro Enemies and Neighbours: Arabs and Jews in Palestine and Israel, 1917-2017, afirma que la masacre "dejó unos 2.000 muertos, muchos de ellos civiles". Edgar O'Ballance aportó la cifra de 1.600 muertos y más de 4.000 heridos en su libro Civil War in Lebanon, 1975-92. Helena Cobban, en su libro The Palestinian Liberation Organisation: People, Power, and Politics, habla de 1.500 refugiados muertos en un solo día y de un total de 2.200 desde el inicio del asedio. El artista canadiense Jayce Salloum afirma que unas 2.000 personas murieron desde el comienzo del asedio, y que otras 4.000 resultaron heridas. Jean Shaoul y Chris Marsden, escribiendo para la World Socialist Web Site, aportan la cifra de 2.000 refugiados muertos en Tel al-Zaatar.